# 谢晓军
谢晓军（1965年8月—），河南洛阳人，1984年8月参加工作，1989年6月江苏省高等教育自学考试中文专业大专毕业，1989年8月加入中共，江苏省委党校经济学研究生学历。现任江苏省退役军人事务厅厅长。

## 简历
1982年10月就读江苏省人民警察学校治安专业；
1984年8月进入江苏省公安厅工作，2001年3月任省公安厅禁毒处副处长、禁毒总队副总队长，2008年3月任省公安厅后勤管理处处长，2011年7月任江苏省公安厅副厅长；
2016年1月任无锡市政府副市长、市公安局局长；2017年1月任中共无锡市委常委、政法委书记，副市长、市公安局局长；
2019年11月任中共江苏省委政法委副书记；
2020年3月，任江苏省退役军人事务厅党组书记、厅长。